# Rams Park

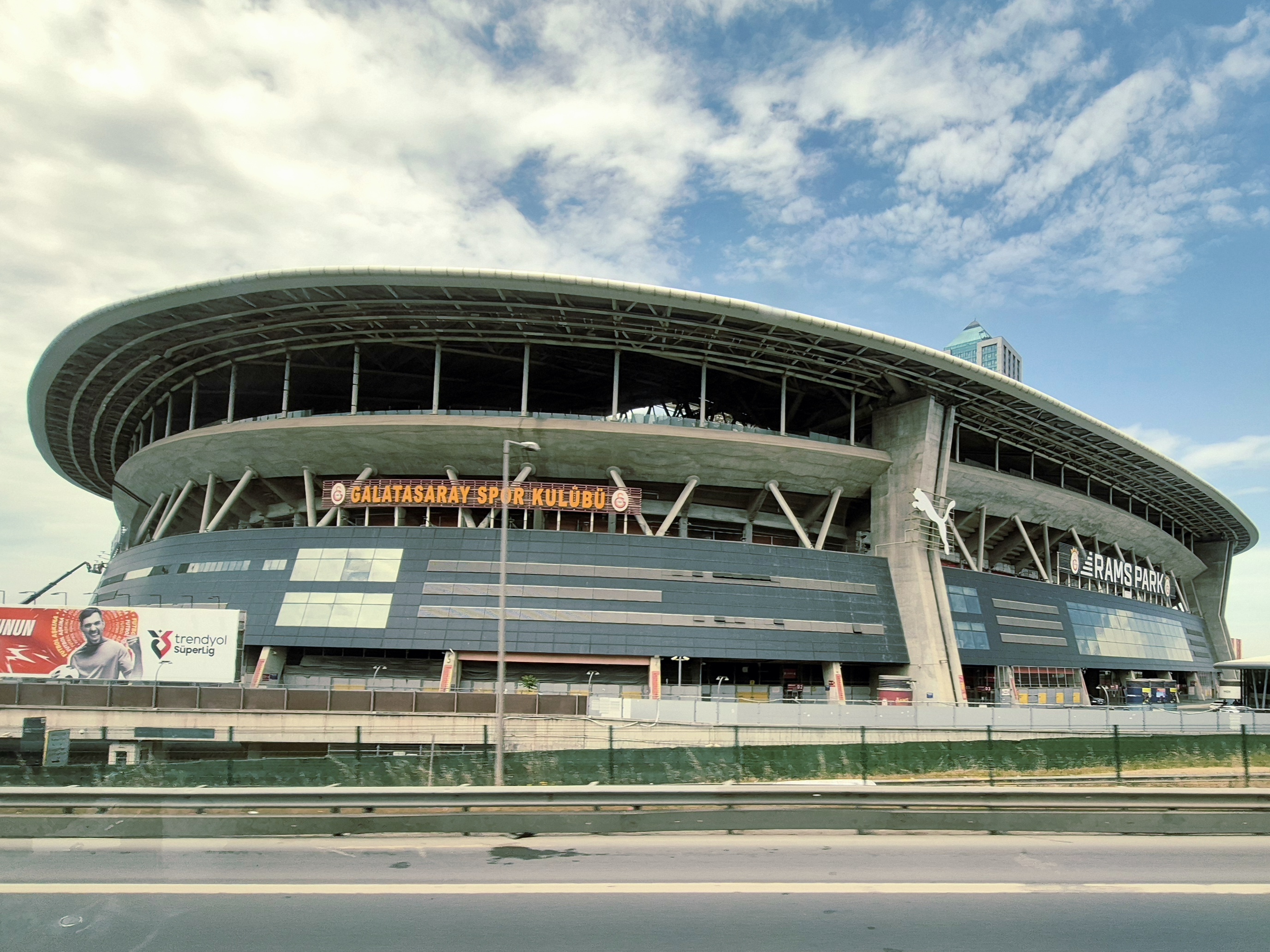
Osteingang des Stadions (Mai 2025)

Der Ali Sami Yen Spor Kompleksi Rams Park (offiziell: Ali Sami Yen Spor Kompleksi Rams Park, deutsch Ali Sami Yen Sportkomplex Rams Park; bei UEFA-Wettbewerben werbefrei Ali Sami Yen Spor Kompleksi) ist ein Fußballstadion im Stadtteil Sarıyer der türkischen Metropole Istanbul. Im Stadion finden seit dem 15. Januar 2011 die Heimspiele des Fußballvereins Galatasaray Istanbul sowie Konzerte statt. Es löste das deutlich kleinere Ali Sami Yen Stadyumu von 1964 als Spielstätte von Galatasaray ab, das nach dem Auszug der Mannschaft abgerissen wurde. Das Rams Park ist mit 53.978 Plätzen, nach dem Atatürk-Olympiastadion, das zweitgrößte Stadion des Landes. Für die Architektur des Stadions war die deutsche Architekturfirma asp Stuttgart verantwortlich. Die Baukosten werden auf etwa 128 Millionen Euro geschätzt.
Ab der Eröffnung des Stadions im Januar 2011 bis Oktober 2021 war Türk Telekom Namenssponsor. Zunächst war Galatasaray in der Türkei Vorreiter beim Verkauf der Rechte an einen Namenssponsor.

## Lage und Anbindung
Der Rams Park befindet sich auf der europäischen Seite Istanbuls im Stadtteil Sarıyer, der im Norden der Stadt liegt. Vor und während der Bauzeit gehörte der Standort zum Landkreis Şişli. Neben dem Stadion befindet sich die Stadtautobahn O-2, die vom Stadion aus in Richtung Osten zur Fatih-Sultan-Mehmet-Brücke führt, über die der Bosporus überquert werden kann. Für den Autoverkehr gibt es am Stadion für 3.019 Fahrzeuge Parkplätze, wobei 2.913 überdacht sind.
Mit der Metro Istanbul der Linie M2 ist das Stadion mit dem öffentlichen Personennahverkehr Istanbuls zu erreichen, wobei die Haltestelle Seyrantepe TT-Stadyumu lediglich an Spieltagen geöffnet ist. An der Haltestelle befinden sich drei Unterführungen, wobei eine der drei Unterführungen nur in Notfällen benutzbar wird und in ein Krankenhaus führt. Die restlichen sieben Meter unter der O-2 verlaufenden Unterführungen sind für die Stadionbesucher gedacht. Von dort aus ist das Stadiongelände 150 Meter entfernt. Außerdem fahren Linienbusse der İETT und die Metrobus Istanbul zum Stadion. Die Bushaltestellen liegen im westlichen Bereich des Stadiongeländes.

Stationsplan der Metrolinie M2
Karte zur Lage und Verkehrsanbindung des Rams Parks

## Geschichte

### Stadionprojekte von Galatasaray
Die ersten Überlegungen ein neues Stadion für Galatasaray zu errichten stammen aus dem Jahr 1996 vom Vereinspräsidenten Faruk Süren. Die Heimspiele trug die erste Mannschaft des Vereins zu dieser Zeit im Ali Sami Yen Stadyumu aus. Aufgrund der wachsenden Bedürfnisse sah Galatasaray die Notwendigkeit, ein größeres und moderneres Stadion zu bauen. Für eine Renovierung des Ali-Sami-Yen-Stadions bereitete Galatasaray in Zusammenarbeit mit der Tekfen Holding ein Stadionprojekt vor. Die Baukosten sollten sich auf 84 Millionen US-Dollar belaufen und das Stadion sollte nach der Sanierung 40.882 Sitzplätze, 1.500 VIP-Plätze und 82 Logen haben. Im August 1997 erhielt der Verein vom Jugend- und Sportministerium eine Baugenehmigung, der im November 1998 auch die Gemeinde Şişli zustimmte. Dennoch wurde das Projekt nach zwei Jahren stillgelegt, da es nicht finanziert werden konnte.
Mit Mehmet Cansun als neuem Vereinspräsidenten wurde das Stadionprojekt wieder thematisiert. Für das Projekt wurde ein Expertenausschuss gegründet, der aus Vereinsmitgliedern bestand, die beruflich als Architekten tätig waren. Dabei sollte das Stadion Platz für 35.000 Zuschauer bieten und in mehreren Bauabschnitten realisiert werden. Trotz der Bauarbeiten war geplant, dass die Fußballspiele weiterhin im Ali Sami Yen stattfinden. Wie beim Projekt zuvor blieb ein Baubeginn aus.
Nach der einjährigen Amtszeit von Mehmet Cansun gab sein Nachfolger Özhan Canaydın die Realisierung eines neuen Stadions als oberstes nicht-sportliches Ziel des Vereins aus. Dabei arbeitete Galatasaray ein weiteres Mal mit der Tekfen Holding ein Projekt aus. Die Vereinsführung kalkulierte die Kosten auf 60 Millionen US-Dollar für die Renovierungsarbeiten. Das Grundstück, auf dem das Ali-Sami-Yen-Stadion stand, gehörte inzwischen nicht mehr Galatasaray, sodass der Verein einen Kredit benötigte. Der Bürgermeister der Provinz Şişli, Mustafa Sarıgül, unterbreitete jedoch einen Vorschlag an Galatasaray, gemäß dem der Verein ein 35.000 Quadratmeter großes Grundstück übernimmt, und so auch durch Kongresszentrum, Hotel sowie ein Kino Geld einnehmen können. Das neue Stadion sollte in Seyrantepe, einem Ortsteil der Provinz Şişli, errichtet werden. Das türkische Ministerium für Bau und Grundbesitz bot Galatasaray ein Tauschgeschäft an: Solange Galatasaray lediglich das Grundstück für den Bau des neuen Stadions verwenden würde, sei man einverstanden. Am 19. Mai 2004 unterzeichnete der Verein den Vertrag für 49 Jahre. Die Baufläche hat eine Größe von 384.398 Quadratmeter.

### Erbauung

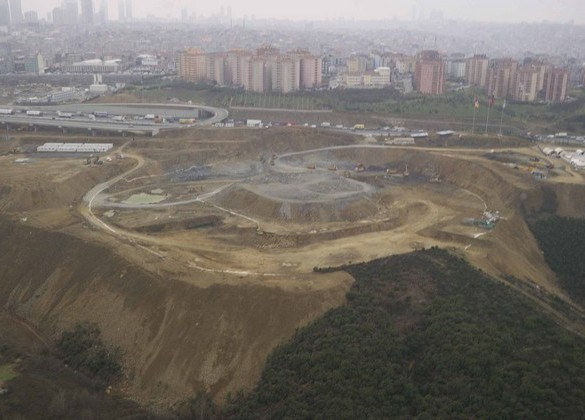
Anfangsstadium der Erbauung

Am 19. Juli 2007 kam es zur ersten Ausschreibung für die Gestaltung des Baukomplexes. Es nahmen 28 Unternehmen an der Ausschreibung teil, wobei acht Unternehmen ein Angebot abgaben. Bei der Auswertung der Angebote kam es zu Komplikationen, weshalb TOKİ die Ausschreibung absagte. Am 31. August 2007 erhielt in der zweiten Ausschreibung die Eren Talu Architektur-Alke Partnerschaft den Zuschlag für den Bau des Stadions.
Das Stadionmodell wurde am 17. Mai 2007 der Presse vorgestellt und der Spatenstich erfolgte am 13. Dezember 2007. Da sich die Baustelle auf einem unebenen Boden befand, dauerten die Bauarbeiten für den Erdbau drei Monate. Bei der Planung des Projektes wurde zu Beginn entschieden, dass die Stadionparkplätze neben dem Stadion errichtet werden sollten. Diese Baupläne wurden jedoch verworfen und die Parkplätze wurden nun unterhalb des Stadions errichtet. Schließlich begannen Ende 2008 die Arbeiten für das Stadion. Zu diesem Zeitpunkt war zwischen TOKİ und Eren Talu Architektur-Alke Partnerschaft vertraglich festgelegt worden, dass man 66 Prozent des Projekts fertiggestellt haben musste, jedoch lag man zu der Zeit bei 24 Prozent. Im Mai 2009 kam es wegen finanziellen Schwierigkeiten von Eren Talu-Alke zum Baustopp. TOKİ kündigte schließlich die Zusammenarbeit am 3. Juli 2009 mit dem Auftragnehmer.

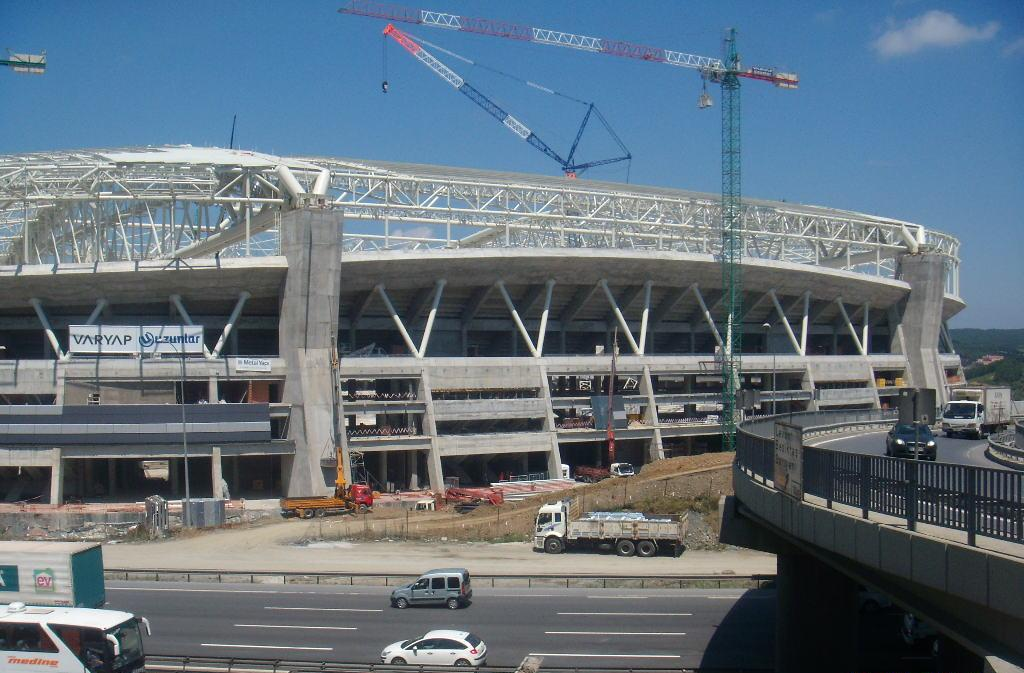
Halbes Jahr vor der Eröffnung

Zwei Monate später wurde für die noch anstehenden Arbeiten erneut eine Ausschreibung gemacht. Das Stadionprojekt übernahm Varyap-Uzunlar mit einer Summe von 179.661.553 Türkische Lira und die Bauarbeiten wurden im November 2009 fortgesetzt. Der neue Auftragnehmer löste zu Beginn ein Problem bezüglich der Korrosion. Die Bauarbeiten dauerten jedoch länger als vorgesehen. Im April 2010 war der Rohbau fast abgeschlossen, als mit dem Bau des Stadiondachs begonnen wurde, wobei Varyap-Uzunlar als Auftragnehmer fungierte. Im Dezember 2010 stand der Bau des Stadions kurz vor dem Abschluss; lediglich die Auslegung des Rasens, die Fahrwege zum Stadion und die Fertigstellung der Restaurants im Logenbererich standen noch aus.
Im Entwurf des Stadions war ein verschließbares Dach geplant. Der damalige Vorstand von Galatasaray und TOKİ einigten sich darauf, dass das verschließbare Dach innerhalb von zwei Jahren durch den Verein selbst fertiggestellt werden sollte. Galatasaray wollte jedoch keine weitere Zeit verlieren und im Januar 2011 die Türk Telekom Arena eröffnen. Deshalb wurde das Budget für das Dach in die noch anstehende Arbeit des Stadions investiert. Da das Dach letztendlich nach zwei Jahren nicht fertiggestellt worden war, verklagte das Jugend- und Sportministerium Galatasaray.
Die Baukosten für das neue Stadion wurden mit dem Verkauf des Grundstücks des alten Stadions gedeckt. Das Grundstück wurde für 1,025 Milliarden Türkische Lira an die Torunlar-Aşçıoğlu-Kapıcıoğlu-Gesellschaft verkauft, davon wurden 475 Millionen Türkische Lira für TOKİ zurückgelegt. Die Baukosten für das Stadion beliefen sich letztendlich auf 128 Millionen Euro. Es wurden insgesamt 190.000 Kubikmeter Beton und 35.000 Tonnen Eisen auf eine Baufläche von 195.000 Quadratmeter verbaut.

### Eröffnung
Das Fußballstadion wurde am 15. Januar 2011 mit einem Freundschaftsspiel zwischen Galatasaray Istanbul und Ajax Amsterdam eröffnet. Das Spiel endete 0:0. Vor der Partie gab es eine Licht- und Soundshow vom Kanadier Erick Villeneuve und seiner 560 Personen umfassenden Gruppe. Ferner trat zu dem Ereignis der Sänger Kenan Doğulu auf. Da an der Infrastruktur rund um das Stadion noch gebaut wurde, beschloss Galatasaray für alle Spiele dieser Saison lediglich etwa 40.000 Karten pro Spiel zu verkaufen.

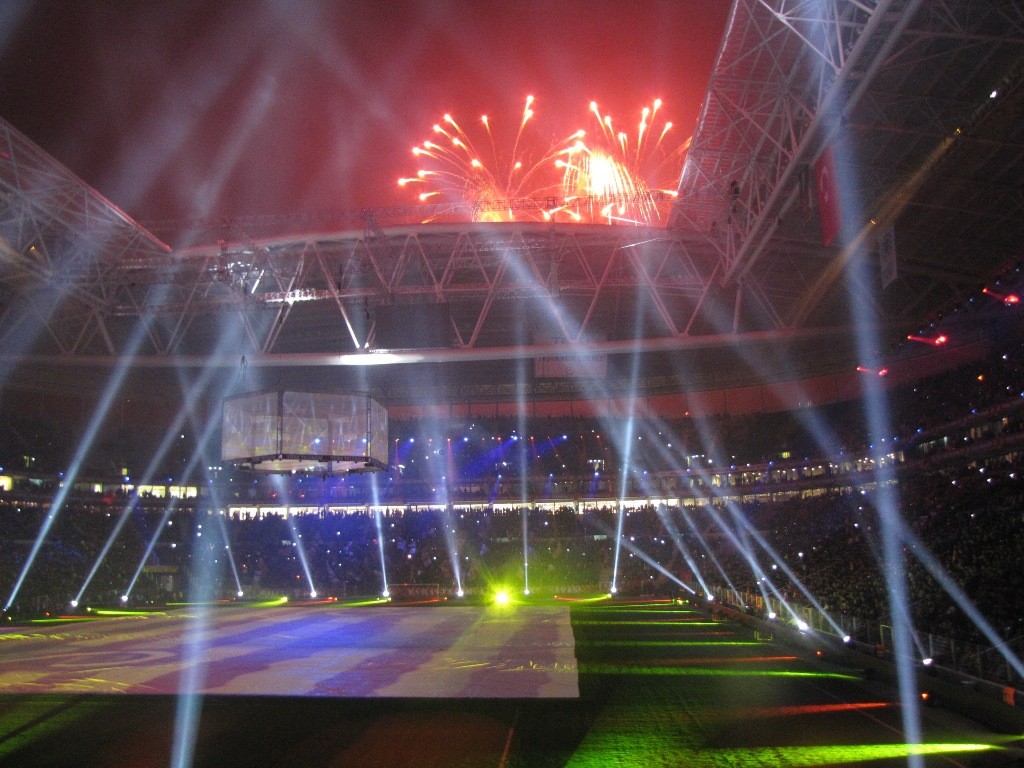
Eröffnungsfeier

Das erste Süper-Lig-Spiel im Türk Telekom Stadyumu fand zwischen Galatasaray Istanbul und Sivasspor am 23. Januar 2011 statt und endete 1:0. Das Tor erzielte Servet Çetin für Galatasaray.

### Erweiterung
Im Jahr 2021 wurde auf dem Dach des Stadions eine Photovoltaikanlage errichtet. Für die Installation hat sich Galatasaray Istanbul mit dem Energieversorgungsunternehmen Enerjisa geeinigt. Am 22. März 2022 schaffte die Photovoltaikanlage einen Eintrag in das Guinness-Buch der Rekorde, durch 10.404 Sonnenkollektoren soll eine Leistung von 4,3 Megawatt erzeugen.

## Kapazität
Der Rams Park bietet bei Fußballpartien für 53.978 Zuschauer Sitzplätze, wobei 2.650 Plätze für die Gästefans zur Verfügung gestellt werden. Das Stadion hat darüber hinaus 221 Logen, in denen sich 6 bis 27 Personen aufhalten können. Mit den Logen gibt es 6.231 VIP-Plätze im Stadion. Neben diesen Plätze stehen weitere 176 Plätze für Menschen mit Behinderung und für ihre Begleiter zur Verfügung. Während der Saison 2023/24 wurde die Kapazität auf insgesamt 53.978 Plätze erhöht.

## Photovoltaikanlage
Der Klub unterzeichnete mit dem Energieunternehmen Enerjisa Enerji am 9. März 2021 einen Vertrag über den Bau der weltweit größten Photovoltaikanlage auf dem Dach eines Stadions. Die ersten zehn Jahre nach der Inbetriebnahme wird die Anlage von Enerjisa Enerji betrieben. In dieser Zeit wird Galatasaray weiter seine Stromrechnungen bezahlen. Die Wartung und Reparaturen gehen auf Kosten des Betreibers. Nach den zehn Jahren wird der Fußballklub für 15 Jahre der Betreiber. 2032 geht das Solarkraftwerk in den Besitz von Galatasaray über. Das Solarkraftwerk auf dem Dach soll eine Fläche von 40.000 m², mit mehr als 10.000 Solarmodulen, abdecken. Die Anlage könnte 2000 Haushalte versorgen. Der Bau der Photovoltaikanlage begann August 2021. Die Kosten des Baus, die von Enerjisa Enerji getragen werden, werden auf 20 Mio. TRY (2,1 Mio. €) geschätzt. Das Kraftwerk soll 4,1 Megawatt leisten. Die Anlage auf dem Estádio Nacional de Brasília Mané Garrincha leistet jährlich 2,5 Megawatt. Jährlich soll der CO2-Verbrauch um rund 3250 Tonnen reduziert werden. Mit dem Bau wird das ursprünglich geplante schließbare Dach unwahrscheinlicher, da die Solaranlage das Dach großflächig abdeckt.

## Stadionumgebung

### Aslanlı Yol
Aus der Seyrantepe-Metrostation ist das Stadion aus östlicher Richtung durch den Aslanlı Yol (deutsch: Löwenweg) zu erreichen. Der Weg ist 200 Meter lang und 45 Meter breit. Dort befinden sich Ticketverkaufsstände, ein Simit-Sarayı-Restaurant und ein Yüzevler-Restaurant.

### Aslantepe GSStore
Am 7. Februar 2012 wurde in Zusammenarbeit mit dem Ausrüster Nike neben dem Stadion ein GS-Store eröffnet. Die Architektur des Geschäfts wurde dem Bau des Stadions nachempfunden und wurde vom Galatasaray-Projektdirektor Coşkun Peküstün sowie der Architektin Ayşegül Uslu konzipiert. Das Geschäft besteht aus einem Erd- und einem Obergeschoss, im Erdgeschoss befinden sich die Fanartikel und im Obergeschoss die Ülker Fan Zone. Der Fanshop hat eine Fläche von 1.650 m2 und ist einer der größten in der Türkei.

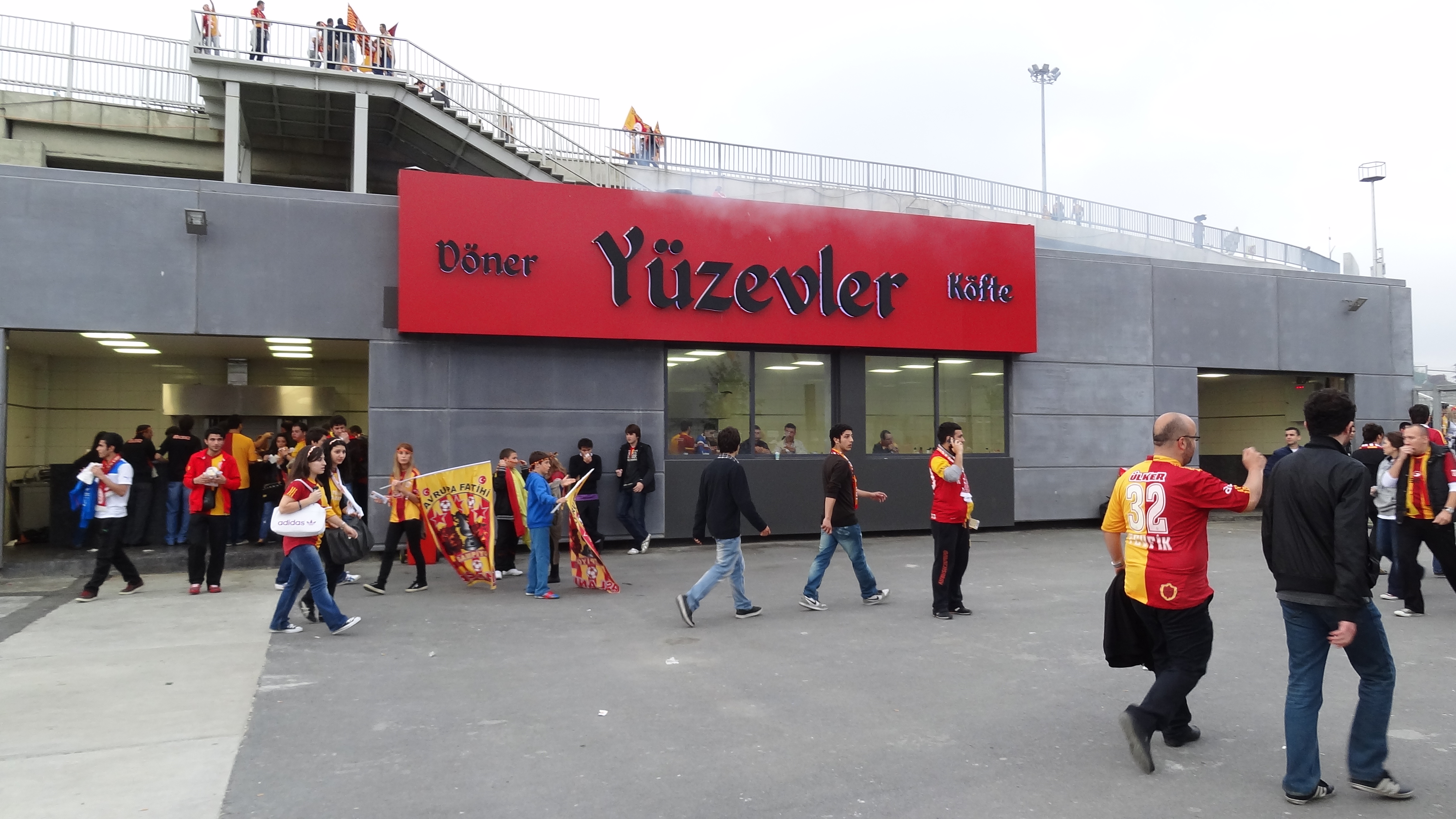
Yüzevler Restaurant
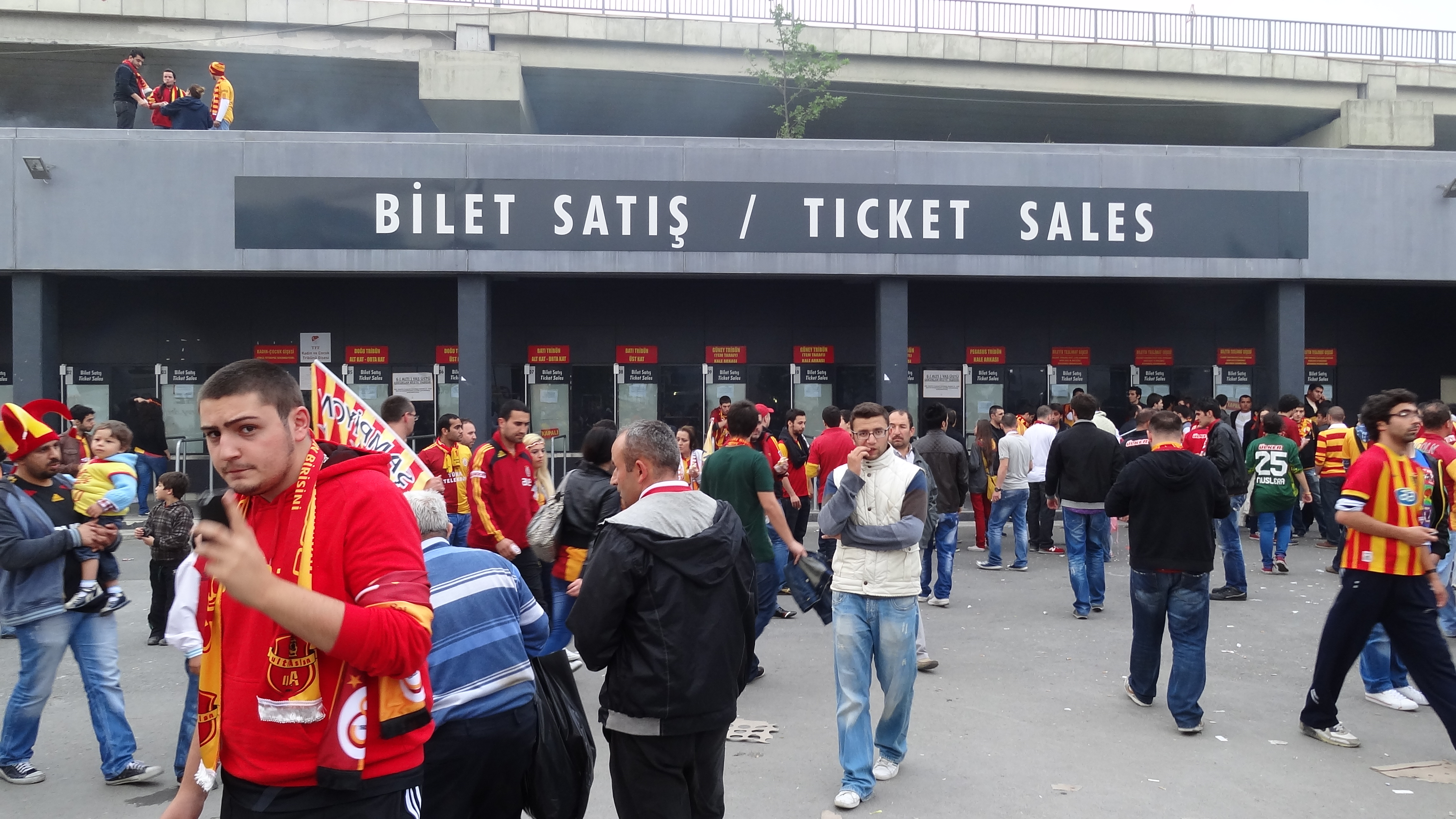
Ticketverkaufsstand
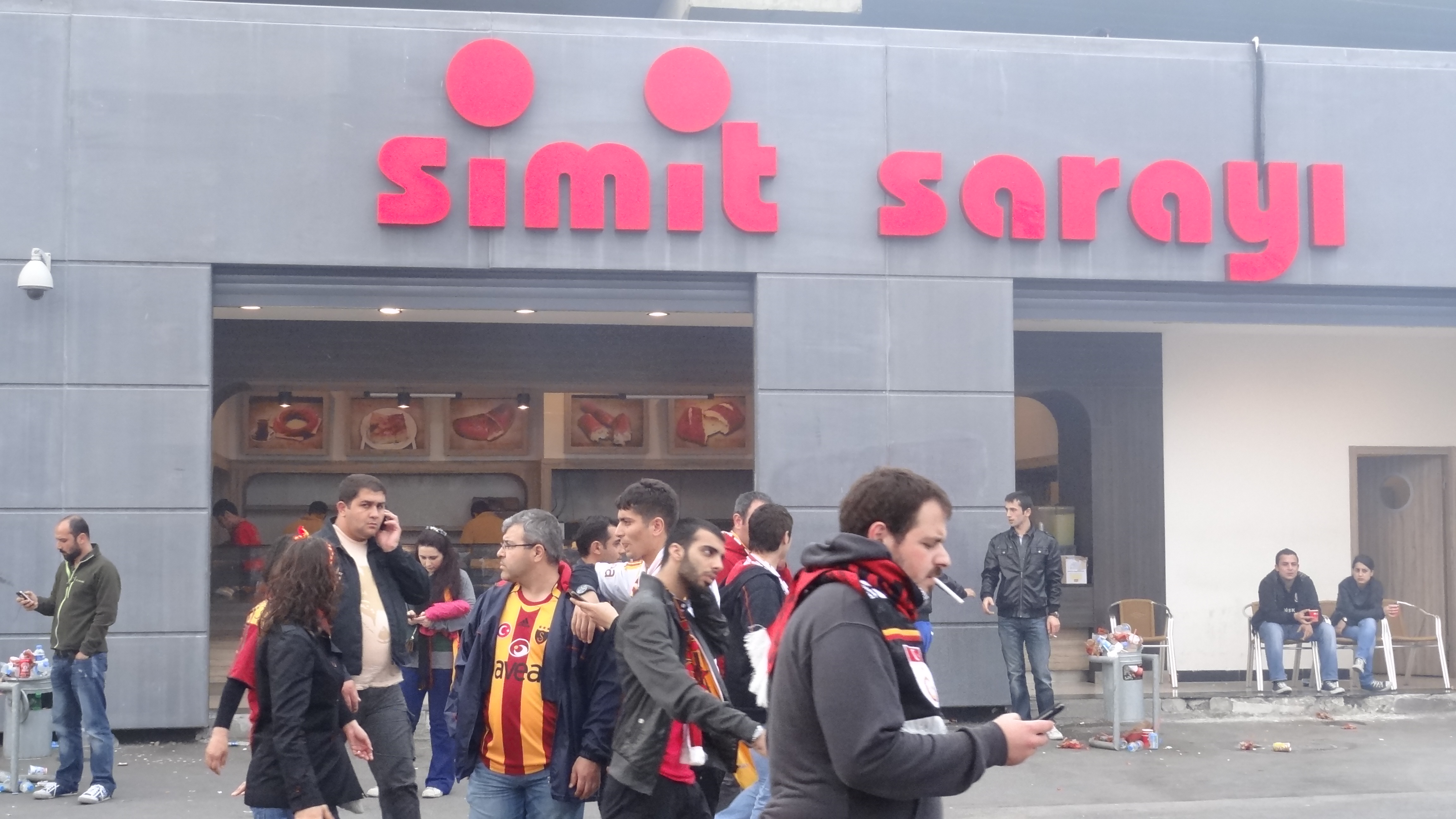
Simit Sarayı Restaurant
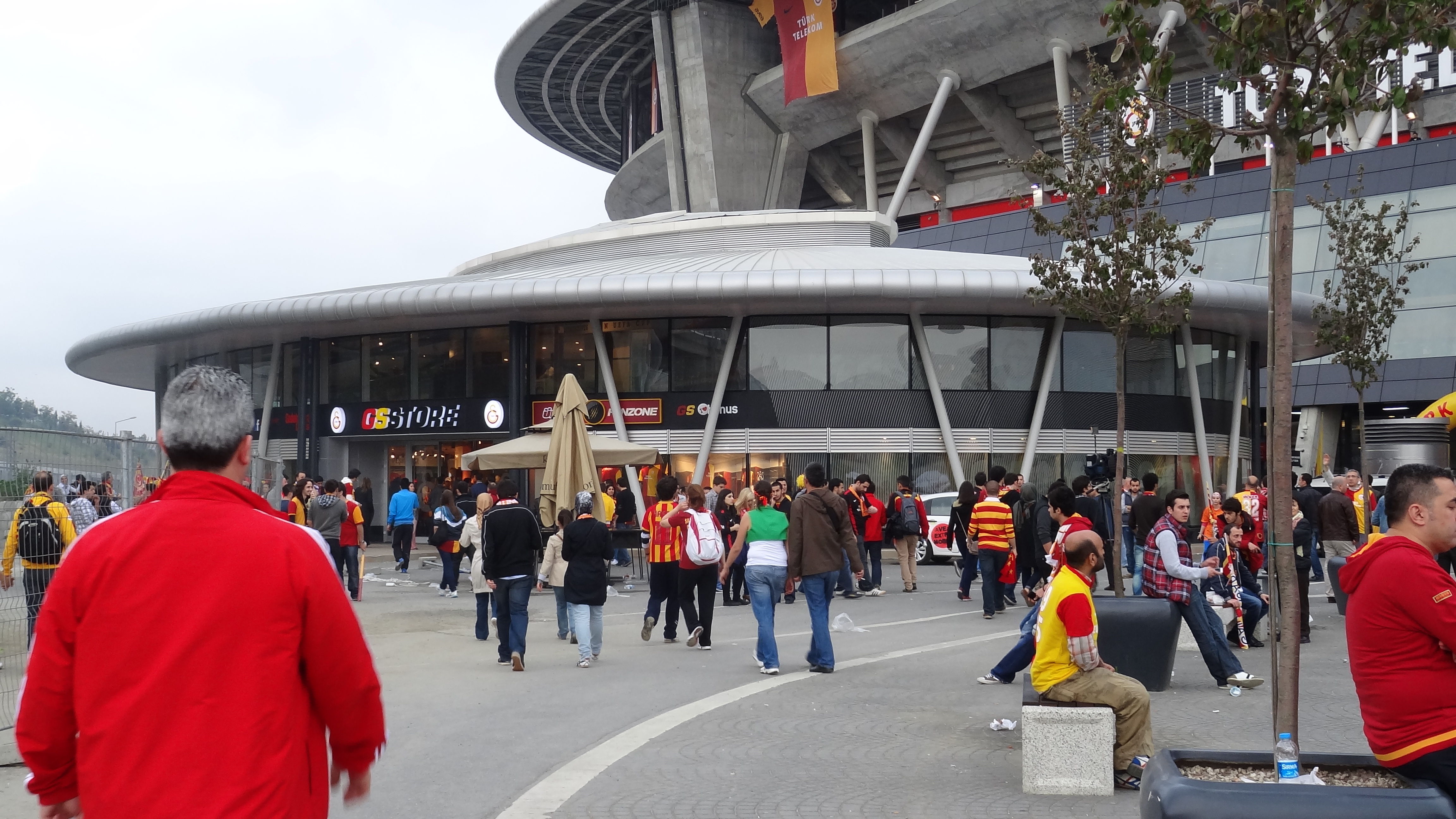
Aslantepe GSStore

### The Venue
Mit dem Namen The Venue plante Galatasaray eine Multifunktionshalle neben dem Rams Park zu errichten. Die Halle sollte Heimstätte der Damen- und Herren-Basketballmannschaft werden und Platz für 12.750 Zuschauer bieten. Für Konzerte sollte die Kapazität für bis 15.000 Zuschauer erweiterbar werden. Das Hallenprojekt wurde bei der Aufsichtsratssitzung vom Präsidenten Dursun Özbek am 8. Februar 2017 vorgestellt.

### Stadionmuseum
Das Stadionmuseum wurde am 28. Februar 2018 eröffnet. An der Eröffnung nahmen unter anderem Vereinspräsident Mustafa Cengiz, Jugend- und Sportminister Osman Aşkin Bak und der Präsident von Kayserispor Erol Bedir teil.

## Nutzung
Seit 2011 ist für Galatasaray das Stadion die Heimspielstätte. Es wird auch vom türkischen Fußballverband für Länderspiele der türkischen Fußballnationalmannschaft genutzt. 2013 war die damals sogenannte Arena eines der Stadien, die für die U-20-Fußball-Weltmeisterschaft genutzt wurden.

### Türkische Nationalmannschaft

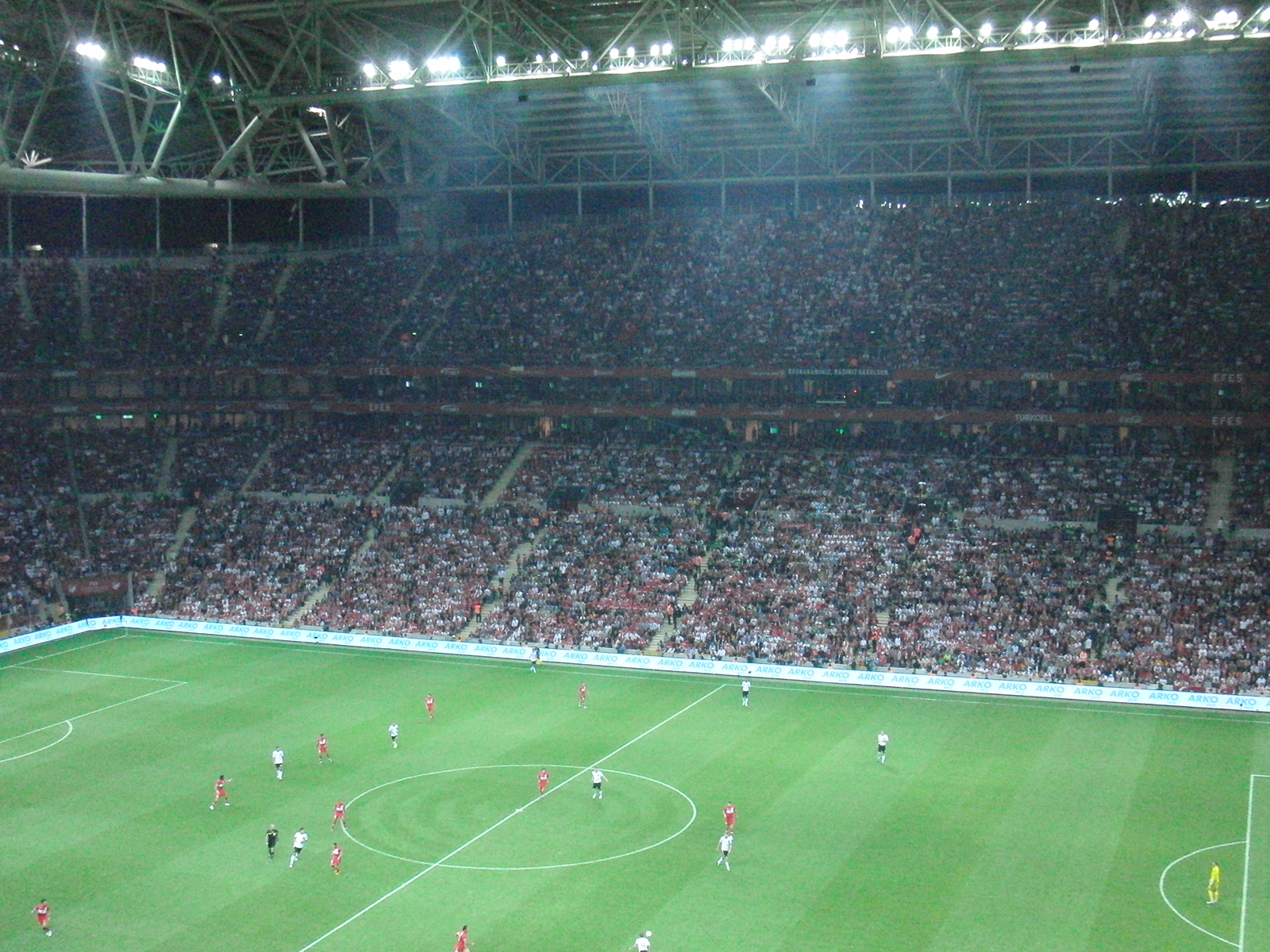
Die Partie zwischen der Türkei gegen Deutschland am 7. Oktober 2011

Seit 2011 trug die türkische Nationalmannschaft der Männer zehn Länderspiele im Stadion aus:
|                                                |   |               |           |
| Mi., 10. August 2011, Freundschaftsspiel       |   |               |           |
| Türkei                                         | – | Estland       | 3:0 (3:0) |
| Fr., 2. September 2011, EM-Qualifikationsspiel |   |               |           |
| Türkei                                         | – | Kasachstan    | 2:1 (1:0) |
| Fr., 7. Oktober 2011, EM-Qualifikationsspiel   |   |               |           |
| Türkei                                         | – | Deutschland   | 1:3 (0:1) |
| Di., 11. Oktober 2011, EM-Qualifikationsspiel  |   |               |           |
| Türkei                                         | – | Aserbaidschan | 1:0 (0:0) |
| Fr., 11. November 2011, EM-Relegation          |   |               |           |
| Türkei                                         | – | Kroatien      | 0:3 (0:2) |
| Mi., 14. November 2012, Freundschaftsspiel     |   |               |           |
| Türkei                                         | – | Dänemark      | 1:1 (0:0) |
| Di., 16. November 2014, Freundschaftsspiel     |   |               |           |
| Türkei                                         | – | Kasachstan    | 3:1 (2:0) |
| Di., 14. November 2019, EM-Qualifikationsspiel |   |               |           |
| Türkei                                         | – | Island        | 0:0       |
| Mi., 14. Oktober 2020, Nations League          |   |               |           |
| Türkei                                         | – | Serbien       | 2:2 (0:1) |
| Do., 20. März 2025, Nations-League-Relegation  |   |               |           |
| Türkei                                         | – | Ungarn        | 3:1 (1:1) |

### U-20-Fußball-Weltmeisterschaft 2013
Während der U-20-Fußball-Weltmeisterschaft 2013 wurden sechs Vorrundenspiele, zwei Achtelfinalspiele, ein Viertelfinale, das Spiel um Platz 3 und das Finale ausgetragen.
|                                        |   |                    |                      |
| Fr., 21. Juni 2013, Vorrunde, Gruppe A |   |                    |                      |
| Frankreich                             | – | Ghana              | 3:1 (0:0)            |
| Fr., 21. Juni 2013, Vorrunde, Gruppe A |   |                    |                      |
| Vereinigte Staaten                     | – | Spanien            | 1:4 (0:3)            |
| Mo., 24. Juni 2013, Vorrunde, Gruppe A |   |                    |                      |
| Frankreich                             | – | Vereinigte Staaten | 1:1 (0:0)            |
| Mo., 24. Juni 2013, Vorrunde, Gruppe A |   |                    |                      |
| Spanien                                | – | Ghana              | 1:0 (1:0)            |
| Do., 27. Juni 2013, Vorrunde, Gruppe A |   |                    |                      |
| Spanien                                | – | Frankreich         | 2:1 (1:0)            |
| Do., 27. Juni 2013, Vorrunde, Gruppe B |   |                    |                      |
| Südkorea                               | – | Nigeria            | 0:1 (0:1)            |
| Di., 2. Juli 2013, Achtelfinale        |   |                    |                      |
| Spanien                                | – | Mexiko             | 2:1 (0:1)            |
| Di., 2. Juli 2013, Achtelfinale        |   |                    |                      |
| Nigeria                                | – | Uruguay            | 1:2 (0:0)            |
| So., 7. Juli 2013, Viertelfinale       |   |                    |                      |
| Ghana                                  | – | Chile              | 4:3 n. V. (2:2, 1:2) |
| Sa., 13. Juli 2013, Spiel um Platz 3   |   |                    |                      |
| Ghana                                  | – | Irak               | 3:0 (2:0)            |
| Sa., 13. Juli 2013, Finale             |   |                    |                      |
| Frankreich                             | – | Uruguay            | 0:0 n. V., 4:1 i. E. |

### Konzerte

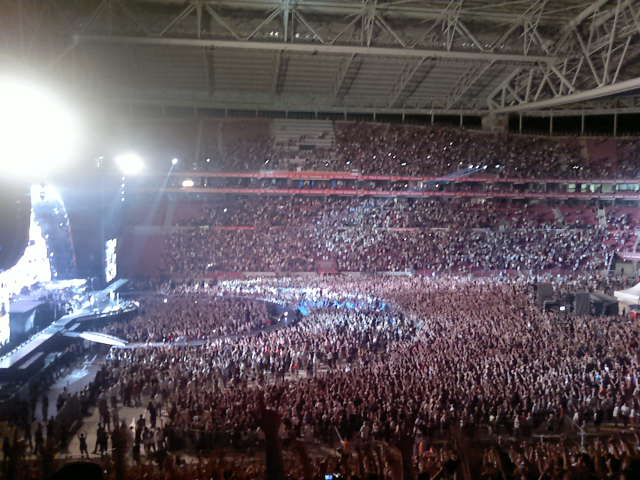
Bon Jovi im Türk Telekom Stadyumu

Neben den Fußballspielen von Galatasaray fand am 8. Juli 2011 zum ersten Mal ein Konzert statt. Dabei gab Bon Jovi als erste Band ein Konzert im neuen Stadion. Es war ihr erstes Konzert nach 18 Jahren in der Türkei. Am 7. Juni 2012 gab Madonna im Rahmen ihrer MDNA-Tour ebenfalls ein Konzert im Türk Telekom Stadyumu. Es folgten kleine Konzerte von Hadise und Gripin.
Am 31. Mai 2015 traten während der Feier zur 20. Meisterschaft Galatasarays Altay, Gökhan Keser, İrem Derici und Gripin auf.

## Name
Die gesamte Anlage wurde Aslantepe Ali Sami Yen Spor Kompleksi benannt. Vor der Bekanntgabe des Stadionnamens wurde das Stadion in den Medien als Seyrantepe bezeichnet, nach dem Stadtviertel, in dem sich die Anlage befindet. Im Dezember 2007 bestätigte Galatasaray, dass die Heimstätte der Löwen Aslantepe heißen werde.
Der Hauptsponsor von Galatasaray, Türk Telekom, kaufte jedoch das Namensrecht für das Stadion. Die Laufzeit beträgt zehn Jahre und es besteht eine Option für eine Verlängerung von fünf Jahren. Seit der Eröffnung wurde das Stadion Türk Telekom Arena beziehungsweise Ali Sami Yen Spor Kompleksi Türk Telekom Arena genannt. Es war das erste Stadion in der Türkei, das einen Sponsoren im Namen trug. Durch Beschluss des Vereinsvorstands vom Mai 2017, veröffentlicht am 28. Mai 2017, wurde das Stadion auf Anordnung von Staatspräsident Recep Tayyip Erdoğan umbenannt in "Türk Telekom Stadyumu", um das lateinische Schlusswort zu türkisieren.

## Namensponsoring und Dienstleistung

### Namensponsoring
| Tribüne        | Sponsor          | Laufzeit              | Gesamt €/$ Million                  |
| -------------- | ---------------- | --------------------- | ----------------------------------- |
| Stadion        | Nef              | 5 Jahre (2021–2026)   | 72,5 Mio. (jährlich) Türkische Lira |
| Ost (Oberrang) | Ülker            | 2 Jahre (2011–2013)   | 4 Mio. US-Dollar                    |
| Nord           | Pegasus Airlines | 2 Jahre (2011–2013)   | 8 Mio. US-Dollar                    |
| Nord           | Odeabank         | 5 Jahre (2013–2018)   | 2,5 Mio. Euro                       |
| Süd            | Opel             | 2,5 Jahre (2012–2015) | 3,2 Mio. Euro                       |
| Süd            | MNG Kargo        | (seit 2015)           | ?                                   |
| Logen          | Denizbank        | 3 Jahre (2011–2014)   | 4 Mio. US-Dollar                    |

Für zehn Jahre hat das türkische Telekommunikationsunternehmen Türk Telekom im Jahr 2010 die Namensrechte am Stadion erworben und die Arena bekam zunächst den offiziellen Namen Ali Sami Yen Spor Kompleksi Türk Telekom Arena. Galatasaray erhielt im Gegenzug 88 Mio. US-Dollar. Im Mai 2014 wurde die Laufzeit um ein Jahr bis 2021 verlängert. Nach zehn Jahren endete die Zusammenarbeit mit Türk Telekom. Der neue Namenssponsor wurde die Marke Nef des Unternehmens Timur Şehircilik Planlama A.Ş. Galatasaray Istanbul und Timur Şehircilik Planlama A.Ş einigten sich auf eine Vertragsdauer von fünf Jahren mit einer Option für weitere fünf Jahre.
Das Türk Telekom Stadyumu wird in vier Bereiche unterteilt: Nord (Kuzey), Süd (Güney), West (Batı) und Ost (Doğu). Die Unterteilung änderte sich, nachdem Galatasaray Sponsoren für die genannten Bereiche fand. Pegasus Airlines war für den Nordbereich von 2011 bis 2013 der Sponsor, seit 2013 ist es die Odeabank. Für den östlichen Oberrang war zwei Jahre lang Ülker Sponsor und die Tribüne wurde Ülker Aile Tribünü (Ülker Familientribüne) benannt. Die Namensrechte der Südtribüne wurde 2012 für 2,5 Jahre an Opel übergeben. Nachdem die Zusammenarbeit mit Opel beendet war, wurde mit Beginn der Saison 2015/16 MNG Kargo neuer Namensträger.
Im Jahr 2009 wurde die Denizbank Sponsor für die Logen des Türk Telekom Stadyumu. Die Laufzeit betrug drei Jahre und die Logen wurden als Deniz Club Locaları bezeichnet.

Logo des Türk Telekom Stadyumu (2011–2021)
Logo des Nef Stadyumu (2021–2023)

### Dienstleistung
Am 19. August 2014 unterzeichneten das Telekommunikationsunternehmen TTNET und Galatasaray einen Vertrag mit einer Laufzeit von sechs Jahren. Die Zuschauer, welche Zugang zur Pressetribüne haben oder Logenbesitzer sind, können kostenfrei GS TTNET WiFi nutzen. Zuschauer, die TTNET-Kunden sind, erhalten kostenfreie WLAN-Minuten. Die Stadionbesucher ohne TTNET-Abonnement können ebenfalls den WLAN nutzen, müssen jedoch vorher per Kreditkartenzahlung für diesen Service bezahlen.
Vor der Eröffnung des Stadyumu einigte sich Galatasaray mit der Anschutz Entertainment Group (AEG). Kurz nachdem mit Ünal Aysal ein neuer Vereinspräsident und Vorstand gewählt worden war, wurde die Zusammenarbeit mit AEG gekündigt. Die International Stadia Group war für die Vermarktung der VIP-Plätze und Logen verantwortlich. Im August 2011 wurde diese Zusammenarbeit ebenfalls gekündigt.

## Zuschauerzahlen

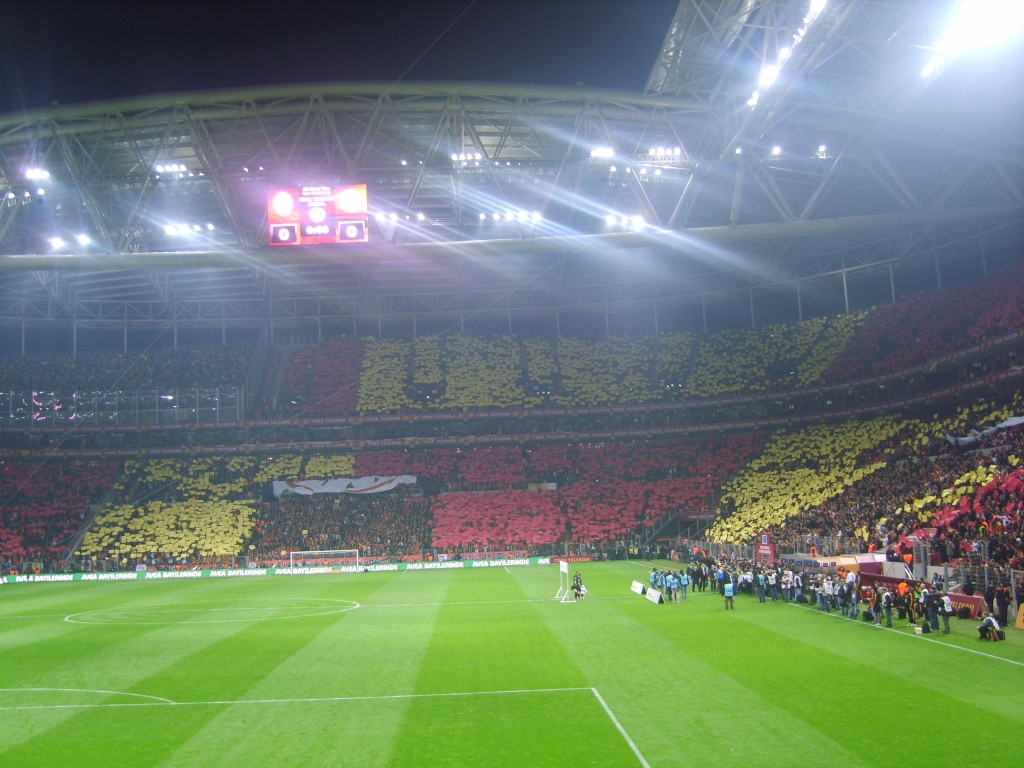
Choreografie vor dem ersten Derby gegen Fenerbahçe

In der Saison 2012/13 verkaufte Galatasaray Istanbul 41.000 Dauerkarten, was einen Rekord im türkischen Fußball darstellte. Diese Anzahl an verkauften Dauerkarten wurde eine Saison später von Galatasaray selbst mit 44.000 verbessert. Das Spiel mit den meisten Zuschauern fand am 18. März 2011 beim Derby gegen Fenerbahçe Istanbul statt. Die 1:2-Niederlage von Galatasaray verfolgten 52.695 Zuschauer. Im Pokalspiel zwischen Galatasaray und FBM Makina Balçova Yaşamspor kamen am 4. Februar 2015 lediglich 1.200 Zuschauer, womit zu dem Spiel die wenigsten Zuschauer zu einem Spiel von Galatasaray im Türk Telekom Stadyumu erschienen.
| Saison                                                                     | Gesamt  | pro Spiel | Auslastung |
| -------------------------------------------------------------------------- | ------- | --------- | ---------- |
| 2010/11 (nur Rückrunde)                                                    | 52.695  | 3.100     | 5,9 %      |
| 2011/12                                                                    | 314.092 | 18.476    | 35,3 %     |
| 2012/13                                                                    | 679.805 | 39.989    | 76,6 %     |
| 2013/14                                                                    | 565.903 | 33.288    | 63,2 %     |
| 2014/15                                                                    | 402.254 | 23.662    | 44,9 %     |
| 2015/16                                                                    | 330.929 | 19.466    | 37,0 %     |
| 2016/17                                                                    | 320.265 | 21.351    | 40,6 %     |
| 2017/18                                                                    | 697.858 | 41.050    | 78,0 %     |
| 2018/19                                                                    | 614.818 | 36.166    | 69,3 %     |
| 2019/20                                                                    | 454.864 | 34.990    | 67,0 %     |
| 2020/21                                                                    |         |           |            |
| 2021/22                                                                    | 407.068 | 21.425    | 41,0 %     |
| 2022/23                                                                    | 812.818 | 45.157    | 86,1 %     |
| 2023/24                                                                    | 819.144 | 43.113    | 82,2 %     |
| In der aufgeführten Statistik wurden die Süper-Lig-Partien berücksichtigt. |         |           |            |

## Bildergalerie

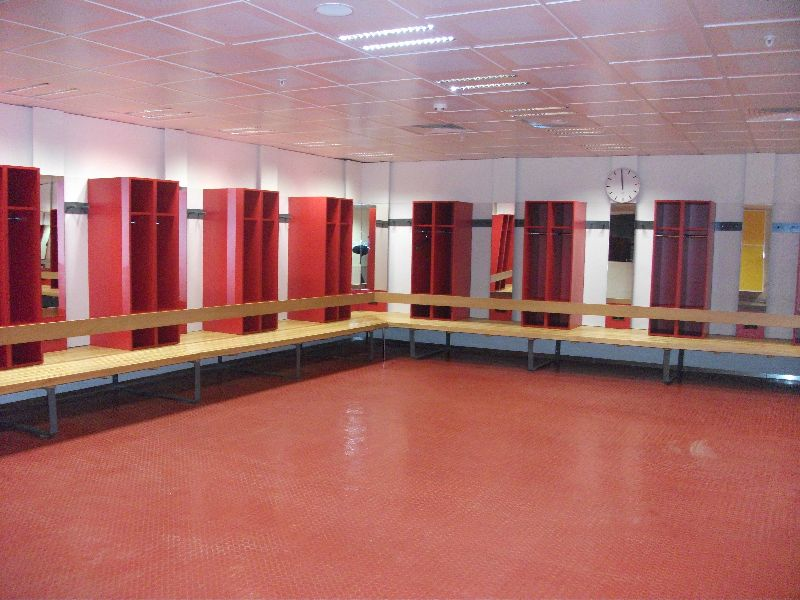
Umkleidekabine
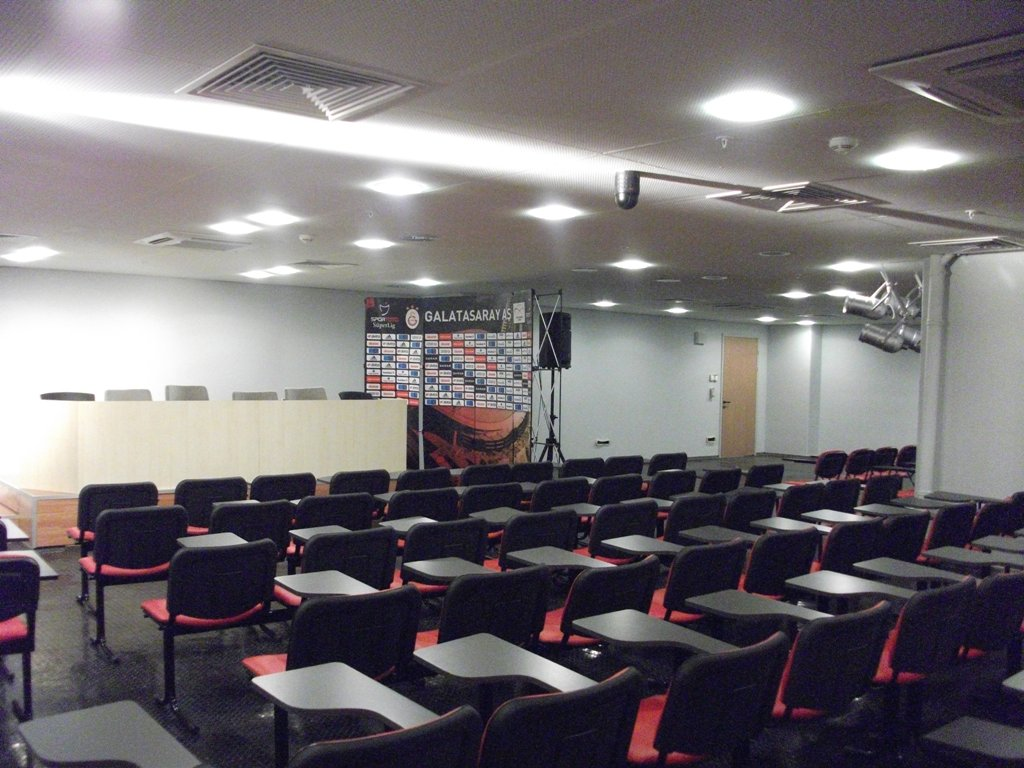
Presseraum
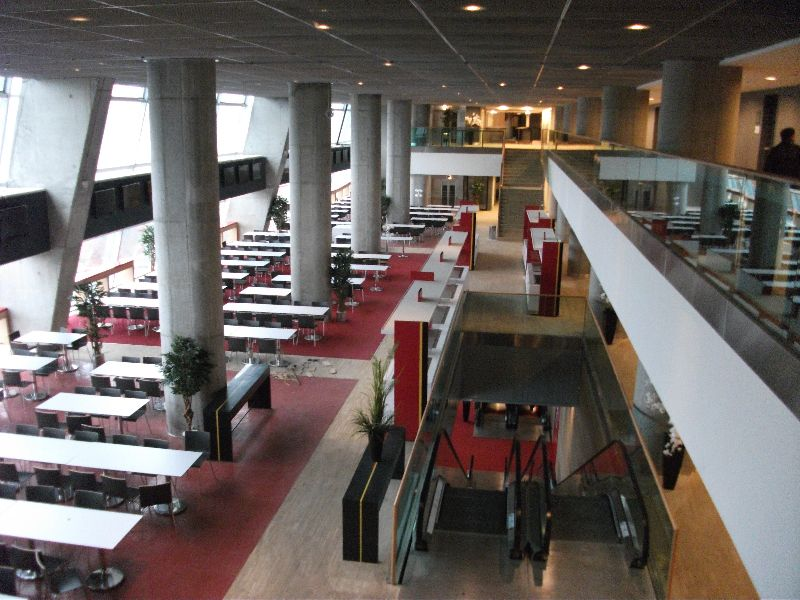
VIP-Lounge
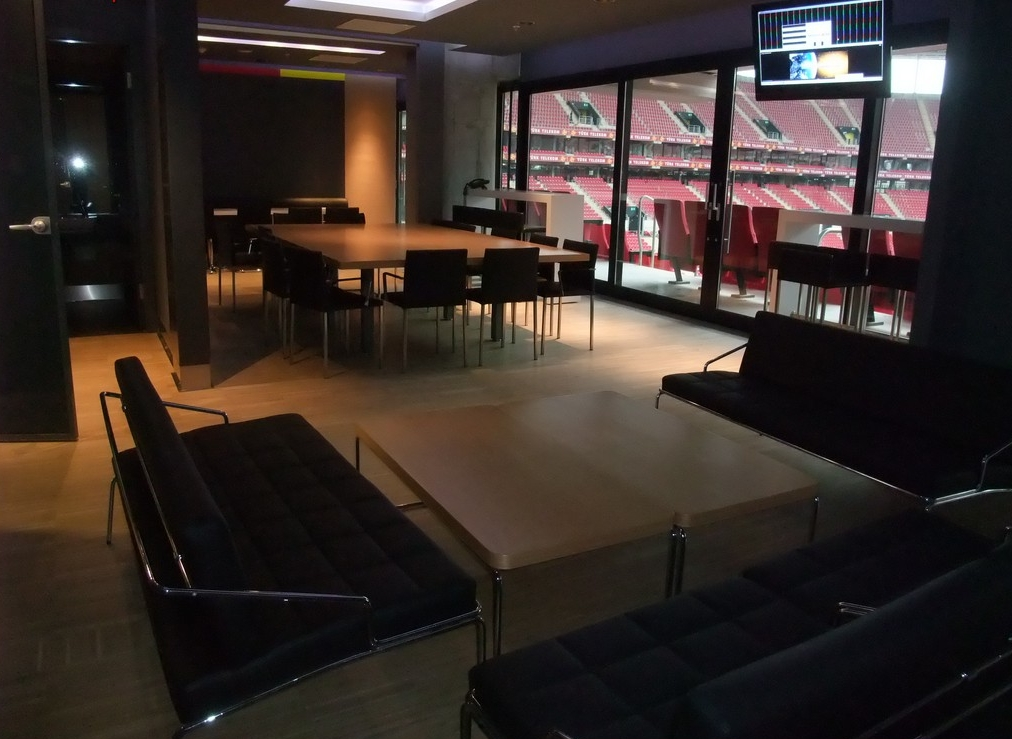
Loge
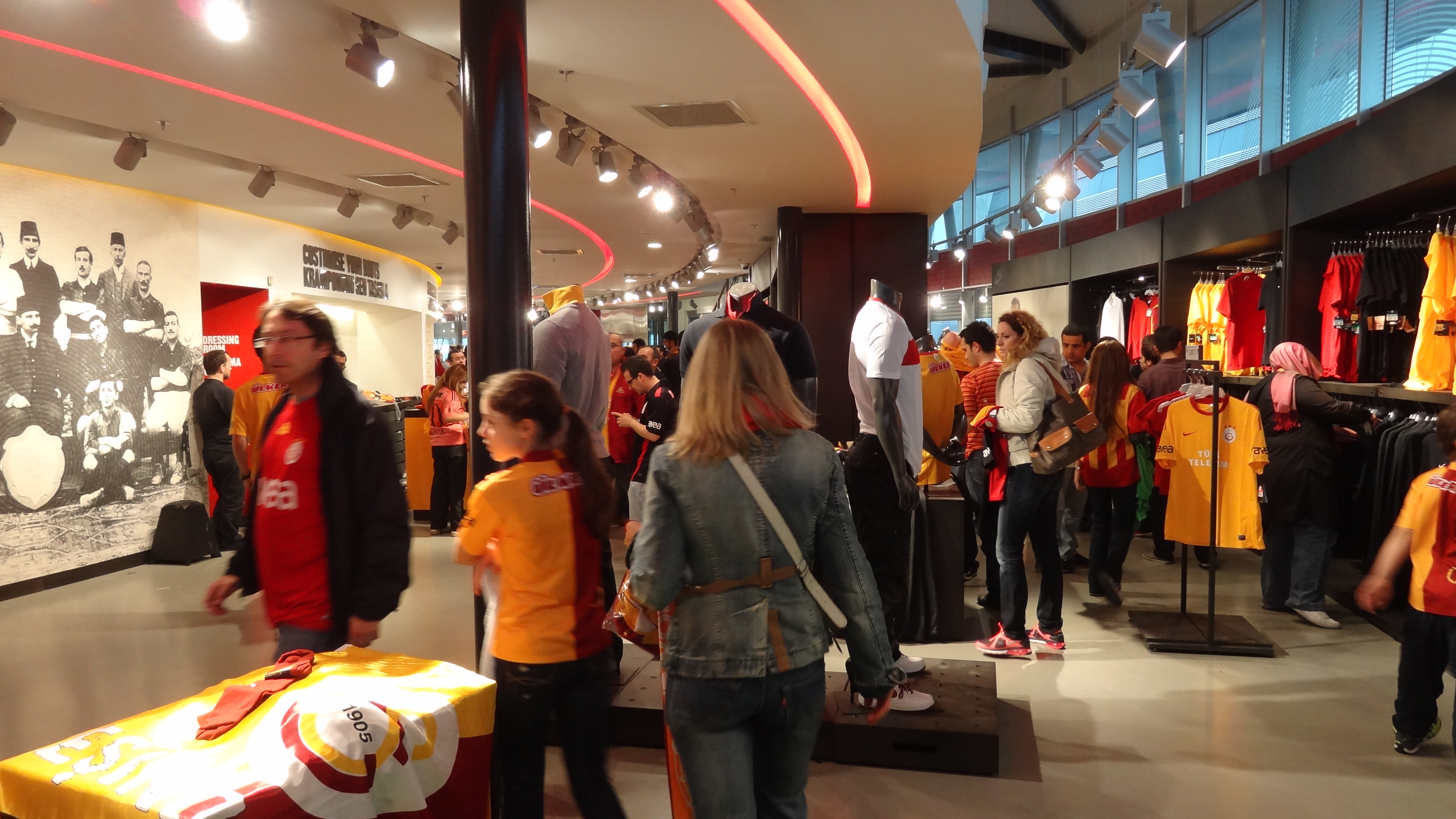
Galatasaray Store
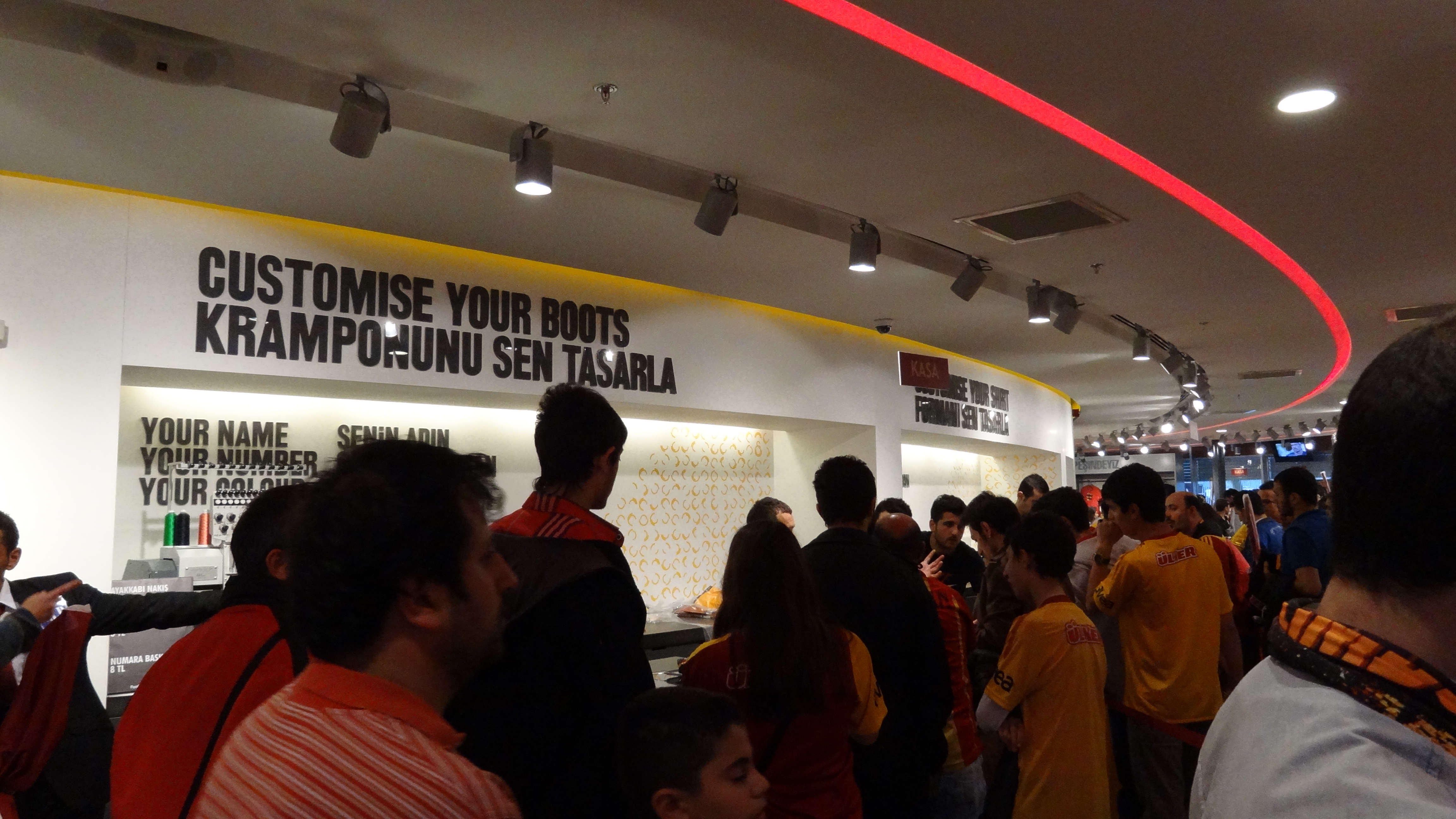
Galatasaray Store
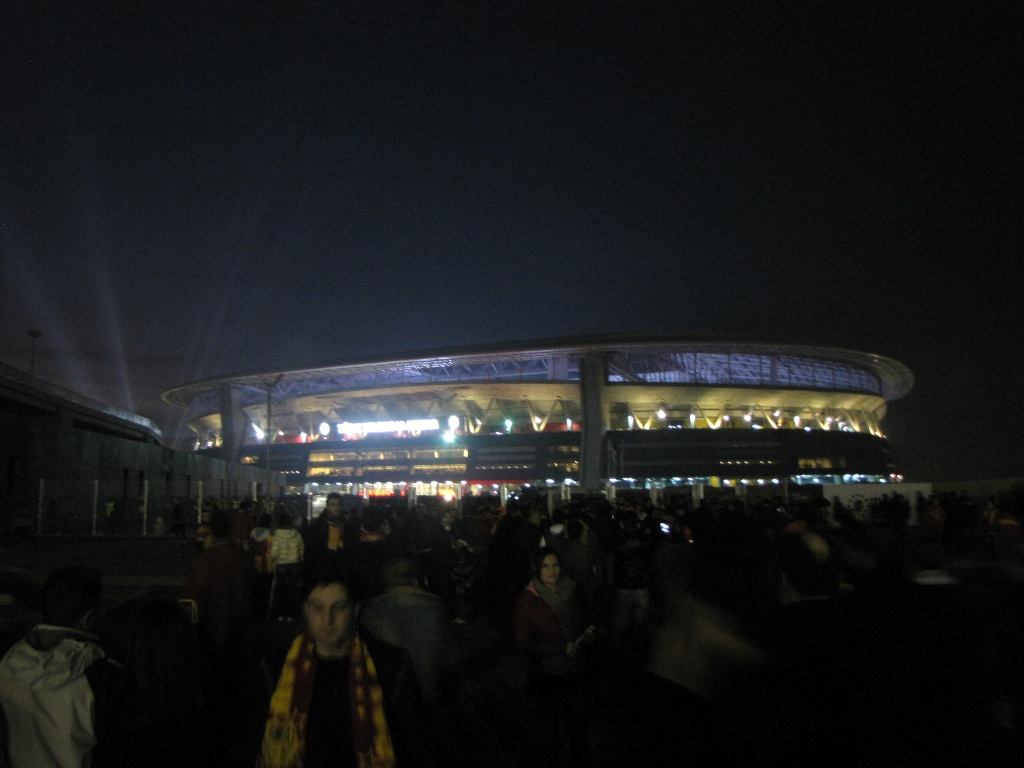
Aslanlı Yol
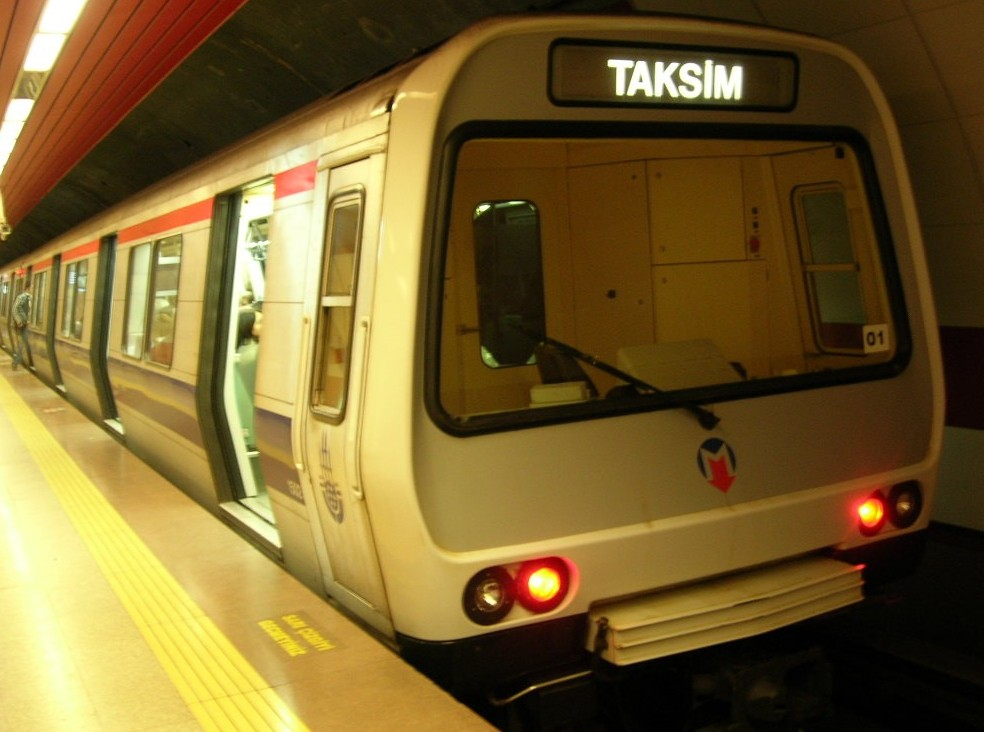
Aslantepe Metro Station

## Trivia
- Am 11. Oktober 2011 besuchte der Präsident Albaniens, Bamir Topi, das Türk Telekom Stadyumu.[68]
- Während des Derbys zwischen Galatasaray und Fenerbahçe wurde mit 131,76 Dezibel die höchste gemessene Lautstärke in einer Sportveranstaltung erreicht. Im September 2013 gelang es den Anhängern der Seattle Seahawks gegen San Francisco 49ers den Rekord um 0,1 Dezibel zu erhöhen.
- Die Organisation Stadium Business Awards nominierte 2011 die damalige Türk Telekom Arena für die Auszeichnung als Stadion des Jahres und Neustes Stadion des Jahres.[69] Ferner belegte das Stadyumu in einem Bericht des Bleacher Reports, das am 18. Dezember 2014 erschien, den 21. Platz in den Top 100 Stadiums in World Football.[70]